# Písničky z Provázku
Písničky z Provázku (1999) je hudební album obsahující písně, které zazněly v představeních brněnského divadla Husa na provázku.

## Seznam skladeb
Nahrávka obsahuje celkem šestnáct skladeb:
1. „Dvě stě malých cigaretek“ (2:19) – hudba Zdeněk Kluka, text Fráňa Šrámek, z představení Stříbrný vítr – zpěv Miroslav Donutil a Ida Kelarová
2. „Hajej, dadej“ (3:35) – hudba Bohuš Zoubek a Vladimír Kramář, text Karel Jaromír Erben, z představení Kytice – zpěv Lenka Loubalová a Monika Maláčová
3. „Tři chlapi loupili“ (1:52) – hudba Miloš Štědroň, text z lidových motivů upravil Milan Uhde, z představení Balada pro banditu – zpěv Miroslav Donutil
4. „Jasné slunce“ (3:00) – hudba František Emmert, text Jan Antonín Pitínský – zpěv Ida Kelarová
5. „Stromy, keře“ (3:50) – hudba František Emmert, text Miguel de Cervantes y Saavedra a Zdeněk Pospíšil, z představení Příběhy Dona Quijota – zpěv Miroslav Donutil
6. „Am a Ea“ (2:45) – hudba Jiří Bulis, z představení Am a Ea – sólo na soprán saxofon František Kop
7. „Mageri – umřu, umřu“ (4:24) – hudba Miloš Štědroň, text z lidových motivů upravil Milan Uhde, z představení Balada pro banditu – zpěv Bolek Polívka
8. „Chytají mě chlapci“ (2:30) – hudba Miloš Štědroň, text z lidových motivů upravil Milan Uhde, z představení Balada pro banditu – zpěv Miroslav Donutil
9. „Když eskymáci tančí“ (2:31) – hudba Miloš Štědroň, text Miloš Pospíšil, z představení Velký vandr – zpěv Miroslav Donutil
10. „Chtěl bych si postavit dům“ (3:25) – hudba Jiří Ryšánek, text Milena Trnková, z představení Bramborový den – zpěv Martin Havelka
11. „Milá, moje milá“ (1:54) – hudba Miloš Štědroň, text z lidových motivů upravil Milan Uhde, z představení Balada pro banditu – zpěv Miroslav Donutil a Zuzana Lapčíková
12. „Strýček Arlie“ (3:30) – hudba Miloš Štědroň, text Edward Lear a Antonín Přidal, z představení Příběhy dlouhého nosu – zpěv Miroslav Donutil
13. „Sviť, sviť má hvězdo“ (2:36) – hudba Alexandr Mitta, text Jan Skácel, z představení Sviť, sviť má hvězdo – zpěv Linda Finková
14. „Tu mrtvý jak se postavil“ (3:41) – hudba Bohuš Zoubek a Vladimír Kramář, text Karel Jaromír Erben, z představení Kytice – zpěv Miroslav Donutil a Ida Kelarová
15. „Kdybych byl princem v Tróji“ (3:11) – hudba Miloš Štědroň, text Milan Uhde, z představení Pohádka máje – zpěv Miroslav Donutil a Linda Finková
16. „Zabili, zabili“ (1:28) – hudba Miloš Štědroň, text z lidových motivů upravil Milan Uhde, z představení Balada pro banditu – zpěv Voice-mix Lídy Nopové